# Jeroen Duyster
Jeroen Tarquinis Cornelis Duyster (Ámsterdam, 27 de agosto de 1966) es un deportista neerlandés que compitió en remo como timonel.
Participó en los Juegos Olímpicos de Atlanta 1996, obteniendo una medalla de oro en la prueba de ocho con timonel. Ganó dos medallas de plata en el Campeonato Mundial de Remo, en los años 1994 y 1995.

## Palmarés internacional
| Juegos Olímpicos   | Juegos Olímpicos              | Juegos Olímpicos | Juegos Olímpicos |
| Año                | Lugar                         | Medalla          | Prueba           |
| ------------------ | ----------------------------- | ---------------- | ---------------- |
| 1996               | Atlanta (Estados Unidos)      | Medalla de oro   | Ocho con timonel |
| Campeonato Mundial |                               |                  |                  |
| Año                | Lugar                         | Medalla          | Prueba           |
| 1994               | Indianápolis (Estados Unidos) | Medalla de plata | Ocho con timonel |
| 1995               | Tampere (Finlandia)           | Medalla de plata | Ocho con timonel |